# Métahistoire
Pour l’article homonyme, voir métahistoire (art).
La métahistoire regroupe principalement deux types de sciences historiques : l'historiographie et l'étude du sens de l'histoire.

## La métahistoire comme histoire de l'histoire
La métahistoire est une branche de l'histoire qui étudie l'historien et son travail. L'histoire est une science considérée alors comme phénomène historique (au même titre que la littérature dans l'histoire littéraire, par exemple) dont on étudie notamment l'influence sur la société.

### Plusieurs types de métahistoires
Le terme, bien qu'assez ancien, est assez flou (comme beaucoup de termes comportant le préfixe meta) et peu connu, sauf peut-être au Québec (Maurice Séguin). Il regrouperait a priori (liste non exhaustive) :
- La philosophie de l'histoire ;
- La méthodologie historique ;
- La théorie de l'histoire.

Son intérêt est aussi de prendre l'histoire comme véritable objet d'étude de l'histoire, étudié par des méthodes propres aux historiens, alors que dans la philosophie de l'histoire, par exemple, l'histoire est étudiée par des philosophes.

## La métahistoire comme marche ou sens de l'histoire
Méta est ici pris au  sens de « tout ». La métahistoire est alors l'histoire de l'humanité dans ses grands mouvements et, par exemple, l'histoire de son apparition (dans la mythologie notamment).
Par exemple, l'hypothèse des trois civilisations d'Arnold Joseph Toynbee fait partie de l'étude de l'ensemble du passé humain, alors qu'un historien étudie d'habitude un fait historique à un temps t. L'objectif de Toynbee est ici de découvrir quelles sont les forces, transcendant l'histoire, qui régissent l'évolution de l'humanité.
Les cinq étapes du communisme dans le marxisme relèvent aussi de la métahistoire. Autre exemple, la dimension historique de la religion est au cœur de la métahistoire (Henry Corbin).

## Sens divers ou incertains de la métahistoire
Selon Henry Corbin, l'étude de l'histoire comme une suite de faits concrets est réductrice et ne prend pas en compte la perception de l'histoire par la population.
Dans cette perspective, on parle de discours de la métahistoire pour désigner, dans les textes staliniens des années 1930, le discours complètement détaché de la réalité russe quotidienne et faisant la propagande de la Révolution bolchévique, ayant eu lieu 13 ans plus tôt, et du socialisme censé mener à une vie meilleure.
Métahistoire (Metahistory) est le titre d'un ouvrage de l'historien américain Hayden White où il présente une analyse structurale des conceptions, aussi bien historiques que philosophiques, qui sont apparues au cours du XIXe siècle. Une version française de l'introduction de l'ouvrage est parue en 2009 dans la revue Labyrinthe. Atelier interdisciplinaire.